# 人権擁護委員
人権擁護委員（じんけんようごいいん）とは、人権擁護委員法（昭和24年法律第139号）に基づいて、日本の市町村単位で配置される非常勤職員。法務大臣が委嘱するボランティア。人権擁護局の下、人権擁護委員協議会、人権擁護委員連合会及び全国人権擁護委員連合会組織（昭和24年法務府令第40号）規則に基づき、連絡組織を維持している。関連法令に人身保護法。

## 概要

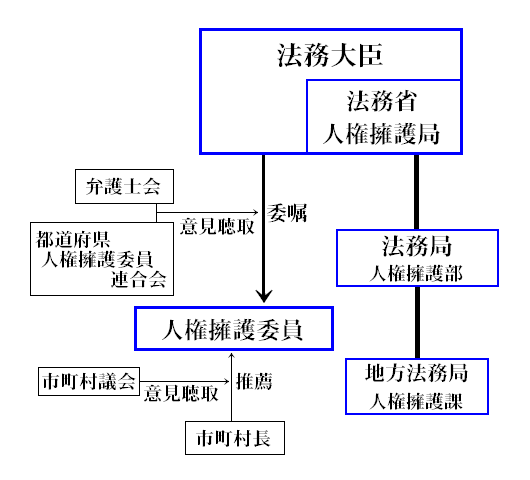
人権擁護委員制度

人権擁護委員は、国民の基本的人権が侵犯されることのないように監視し、もし、これが侵犯された場合には、その救済のため、すみやかに適切な処置を採るとともに、常に自由人権思想の普及高揚に努めることをその使命とする公職である（人権擁護委員法2条）。
委員は、各市町村長（東京都の特別区においては区長）が推薦した者の中から、当該市町村を包括する都道府県の単位弁護士会および人権擁護委員連合会の意見を聴いて、法務大臣が委嘱する（法6条）。任期は3年だが、任期満了後も後任者が委嘱されるまでの間は職務を行う（法9条）。職務を行うために要する費用の弁償はなされるものの、給与は支給されないボランティアである（法9条、8条）。委員は、職務に関して、法務大臣の指揮監督を受ける（法14条）。
市町村長は、法務大臣に対し、当該市町村の議会の議員の選挙権を有する住民で、人格識見高く、広く社会の実情に通じ、人権擁護について理解のある社会事業家、教育者、報道新聞の業務に携わる者等及び弁護士会その他婦人、労働者、青年等の団体であって直接間接に人権の擁護を目的とし、又はこれを支持する団体の構成員の中から、その市町村の議会の意見を聞いて、人権擁護委員の候補者を推薦しなければならない（法6条3項）。法で「選挙権を有する住民で成年に達した者」と定められていることから法律で事実上の国籍条項が明記され、「日本国籍を持つ成年者」であることが要件となっている。
以下のいずれかに該当する者は、人権擁護委員になることはできない（法7条）。人権擁護委員が、以下に該当するに至ったときは失職する。 
- 禁錮以上の刑に処せられ、その執行を終わるまで又は執行を受けることがなくなるまでの者[注 2]
- 前号に該当する者を除くほか、人権の侵犯に当たる犯罪行為のあった者
- 日本国憲法施行の日以後において、日本国憲法又はその下に成立した政府を暴力で破壊することを主張する政党その他の団体を結成し、又はこれに加入した者

法務大臣は、人権擁護委員が、以下に該当するに至ったときは、関係都道府県人権擁護委員連合会の意見を聞き、これを解嘱することができる。解嘱は当該人権擁護委員に解嘱の理由が説明され、かつ弁明の機会が与えられた後でなければ行うことができない。 
- 職務上の義務に違反し、又は職務を怠った場合
- 心身の故障のため、職務の遂行に支障があり、又はこれに堪えない場合
- 人権擁護委員たるにふさわしくない非行のあった場合

## 職務・服務
委員の職務は、以下のことが規定されている（法11条）。
1. 自由人権思想に関する啓もう及び宣伝をなすこと。
2. 民間における人権擁護運動の助長に努めること。
3. 人権侵犯事件につき、その救済のため、調査及び情報の収集をなし、法務大臣への報告、関係機関への勧告等適切な処置を講ずること。
4. 貧困者に対し訴訟援助その他その人権擁護のため適切な救済方法を講ずること。
5. その他人権の擁護に努めること。

また、委員の服務として、次の通り定められている（法12条、13条）。
1. 人権擁護委員は、その使命を自覚し、常に人格識見の向上とその職務を行う上に必要な法律上の知識及び技術の修得に努め、積極的態度をもつてその職務を遂行しなければならない。
2. 人権擁護委員は、その職務を執行するに当つては、関係者の身上に関する秘密を守り、人種、信条、性別、社会的身分、門地又は政治的意見若しくは政治的所属関係によつて、差別的又は優先的な取扱をしてはならない。
3. 人権擁護委員は、その職務上の地位又はその職務の執行を政党又は政治的目的のために利用してはならない。
4. 人権擁護委員は、その職務を公正に行うのにふさわしくない事業を営み、又はそのような事業を営むことを目的とする会社その他の団体の役職員となつてはならない。

## 全国連合会・都道府県連合会・協議会
人権擁護のための組織としては、法務省人権擁護局の下、同局の出先機関として、各法務局の人権擁護部（8ヶ所）、各地方法務局の人権擁護課（42ヶ所）が置かれ、また、各法務局または各地方法務局の各支局に置かれた総務課（総務係。284ヶ所。）が、人権擁護に関する事務を取り扱っている。
これらの組織に対応して、全国人権擁護委員連合会、ブロック人権擁護委員連合会（8ヶ所）、都道府県人権擁護委員連合会（50ヶ所）、人権擁護委員協議会（341ヶ所）が置かれ、人権擁護委員の職務に関する連絡・調整、資料及び情報の収集などを任務としている。

## 活動等
委員の数は、2012年（平成24年）現在、約1万3,689人。2001年（平成13年）1月1日付の現況は以下の通り。
- 委員数 - 総数 1万3,991人（100.0%）　男性 9,588人（68.5%）　女性 4,403人（31.5%）
- 平均年齢 - 65.02歳（60歳以上の者が全体の80.5%を占める。）
- 職業別 - 無職43.6%、農林漁業14.4%、宗教関係7.7%、会社役員5.7%、団体役員3.4%、弁護士3.0%、商業3.0%、会社員3.0%、その他16.2%など。

教員、公務員などの退職者に委嘱されることも多く、名誉職的な位置付けとなっていることも多い。
全国の人権擁護委員の2011年（平成23年）中の活動実績は、次のとおりである。
- 人権啓発活動従事回数 - 227,683回
- 人権相談事件取扱件数 - 159,157件
- 人権侵犯事件関与件数 - 14,269回

2011年度（平成23年度）の人権擁護委員制度に関わる予算執行額は、9億9300万円である。

## 沿革

### 制度の創設
人権擁護委員制度は、日本国憲法の施行から1年ほど経った1948年（昭和23年）7月、政令である人権擁護委員令（昭和23年政令第168号）に基づき発足した。当時、憲法の中核をなす基本的人権の保障をより十全なものとするため、法務庁（法務省の前身）に人権擁護局を設置し、法務総裁（法務庁の長）が人権擁護の事務を管理していた。人権擁護委員は、この法務総裁および法務庁人権擁護局の事務を補助させるため、都道府県ごとに置いたものである。翌1949年（昭和24年）には、新たに人権擁護委員法（昭和24年法律第139号）が成立し、全国の市町村に人権擁護委員を置くという現行の人権擁護委員制度が始められた。

### 制度の拡充
当初は、人権擁護局に出先機関がないことから始められた制度であったものの、人権擁護の推進という事務の性質上、官民一体となって行うことが望ましいことから、各法務局の人権擁護部、各地方法務局の人権擁護課といった出先機関が設置された後も、順次人権擁護委員制度は拡充されていった。
人権擁護委員は、人権啓発活動や人権相談を中心にその役割を果たしてきており、人権擁護行政の重要な一翼を担ってきたと評価されている。1991年度（平成3年度）には、法務局・地方法務局や一定の支局に常駐し、人権相談等に従事するものとして指定された人権擁護委員である常駐委員の制度が始められ、1994年度（平成6年度）には、子どもの人権問題を主体的、重点的に取り扱うものとして指名された人権擁護委員である子どもの人権専門委員の制度が始められるなど、活発な活動を展開し、成果を上げているものもある。
しかし一方で、活動実績の乏しい委員も存在し、また、人権救済等に必要な専門性や経験を有する人権擁護委員が必ずしも十分に確保されていないため、活動の実効性にも限界があると指摘されてきた。

### 制度の改革
1997年（平成9年）5月、当時の松浦功・法務大臣は、人権擁護推進審議会に対し、「人権が侵害された場合における被害者の救済に関する施策の充実に関する基本的事項」を内容とする諮問を行った（平成9年法務省権総第236号、同年諮問第2号）。
同審議会は、この諮問に対して、「人権尊重の理念に関する国民相互の理解を深めるための教育及び啓発に関する施策の総合的な推進に関する基本的事項について」（1999年（平成11年）7月）および「人権救済制度の在り方について」（2001年（平成13年）5月）と題する答申を発表した。さらに同審議会は、2001年（平成13年）12月、人権擁護委員制度に関してまとめた「人権擁護委員制度の改革について」と題する追加答申を発表した。
同追加答申では、人権擁護委員制度について「その実効性等につき様々な問題点が指摘されている」として、改革の必要性を表明した。法務省はこの答申を受け、人権擁護行政と人権擁護委員制度の抜本的な改革を検討し、人権擁護法案にまとめて、2002年（平成14年）の第154回国会に提出した。なお、同法案は、その後継続審議とされ、2003年（平成15年）10月に衆議院解散が行われたことにより、廃案となっている。
2012年（平成24年）9月19日、野田内閣は、次期国会に提出することを前提として、人権委員会設置法案及び人権擁護委員法の一部を改正する法律案の内容を確認する閣議決定を行った。この人権擁護委員法の一部改正法案によれば、人権擁護委員に関する事務は人権委員会の所掌とすること、人権擁護委員は人権委員会が委嘱すること、国家公務員法が適用される非常勤の国家公務員（給与は不支給）とすること、市町村長の推薦によらない特例委嘱制度を創設することなどが主な改正点である。2012年12月16日の第46回衆議院議員総選挙で敗北し内閣総辞職したため法案提出はならなかった。